# ただ、ありがとう
「ただ、ありがとう」は、日本のポップ・ロックバンド、MONKEY MAJIKの10枚目のシングル。

## 概要
- 「Around The World」以来のドラマ主題歌となった。
- 収録曲数は2曲と、MONKEY MAJIKのシングルの中で最も少ない。
- 表題曲について、「原作に目を通し、前向きに日常を過ごす姿勢の中で『1人では困難なことでも、大切な人がいれば乗り越えることもできる』という感謝の気持ちを僕たちなりに表現してみました」[1]とコメント。
- ドラマ第8話にMONKEY MAJIKが観光客の役でゲスト出演。
- 2008年8月7日から13日まで、「レコ直♪」で「ただ、ありがとう」の着うたをダウンロードすると、このシングルのテレビCMへの出演権が抽選で3名にプレゼントされた。

## 収録曲
（全作詞：Maynard、Blaise、tax／全作曲：Maynard、Blaise）
1. ただ、ありがとう
  - TBS系ドラマ「あんどーなつ」主題歌
  - 中日ドラゴンズ吉見一起選手登場曲（2011年 - ）
  - 北海道日本ハムファイターズ吉田賢吾選手登場曲（2025年 - ）
2. 約束